# Готвальд, Фредерик
Фредерик Карл Готвальд (англ. Frederick Carl Gottwald; 15 августа 1858 года — 23 июня 1941 года) — американский художник-традиционалист, находившийся под влиянием Кливлендской школы искусств, которого иногда называют «декан Кливлендских художников». 
Преподавал в Западной резервной школе дизайна для женщин (позже переименованной в Кливлендский институт искусств). Там считали, что он «внёс в развитие Кливлендской живописи больше, чем любой другой человек».

## Жизнь и карьера
Фредерик Карл Готвальд родился в Австрии, затем семья Фридриха и Каролины Гросс Готвальдов эмигрировала в Кливленд, штат Огайо. В то время мальчик был еще маленьким Сначала, с 1874 года, сын учился живописи у художника Арчибальда Уилларда. Затем переехал в Нью-Йорк Сити, чтобы продолжить своё обучение в художественной студенческой Лиге Нью-Йорка, затем последовала учеба в Королевской Академии в Мюнхене, в Академии Джулиана в Париже и в художественной академии Купер Юнион в Нью-Йорке. По возвращении в Кливленд в сентябре 1885 года поступил на факультет дизайна и связал с этой школой ближайшие 41 год. Здесь он работал в 1889 - 1891 годах директором.  

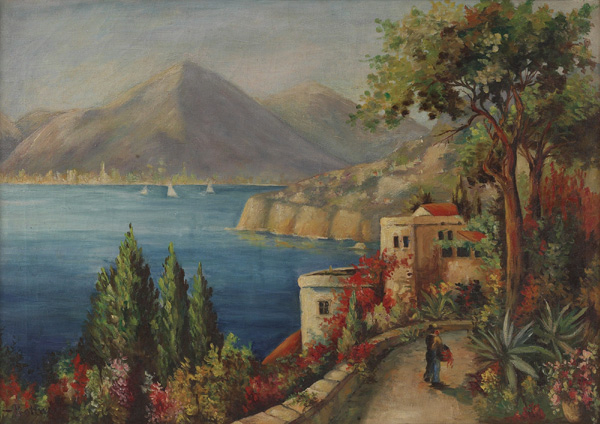
Итальянский пейзаж, Калифорния. 1920, холст, масло

1890-е годы были для Фредерика Готвальда, как художника, самыми успешными в его творчестве. В этот период его работы почти ежегодно выставлялись в Национальной академии дизайна, несколько раз выставлялись в Бостонском Арт-клубе.  Дважды выставлялся в 1893 году на Всемирной колумбийской выставке в Чикаго, штат Иллинойс. В 1897 году Фредерик Карл Готвальд основал  летнюю творческую школу в Сигоре.
После его ухода из школы в 1926 году, он и его жена Мария Скотт переехали жить в Италию. Они жили там несколько лет. В 1939 году вернулись обратно в Кливленд, а  в 1932 году уехали  в Пасадену (штат Калифорния). Фредерик Карл Готвальд там и скончался 23 июня 1941 года.